# Psilotreta locumtenens
Psilotreta locumtenens är en nattsländeart som beskrevs av Lazar Botosaneanu 1970. Psilotreta locumtenens ingår i släktet Psilotreta och familjen böjrörsnattsländor. Inga underarter finns listade i Catalogue of Life.